# Serhij Nykyforow
Serhij Jurijowycz Nykyforow (ukr. Сергій Юрійович Никифоров; ur. 6 lutego 1994 w Browarach) – ukraiński lekkoatleta specjalizujący się w skoku w dal.
W 2015 bez awansu do finału startował na młodzieżowym czempionacie Europy w Tallinnie, a rok później odpadł w eliminacjach podczas mistrzostw Starego Kontynentu w Amsterdamie. Brązowy medalista halowych mistrzostw Europy z Belgradu (2017), a w tym samym roku nie awansował do finału podczas światowego czempionatu w Londynie. Rok później zdobył brązowy medal w mistrzostwach Europy w Berlinie.
Wielokrotny złoty medalista mistrzostw Ukrainy.
Rekordy życiowe w skoku w dal: stadion – 8,23 (19 lipa 2018, Łuck); hala – 8,18 (3 marca 2017, Belgrad).

## Osiągnięcia
| Rok  | Impreza                             | Miejsce   | Lokata            | Wynik |
| ---- | ----------------------------------- | --------- | ----------------- | ----- |
| 2015 | Młodzieżowe mistrzostwa Europy      | Tallinn   | el. – 14. miejsce | 7,19  |
| 2016 | Mistrzostwa Europy                  | Amsterdam | el. – 21. miejsce | 7,59w |
| 2017 | Halowe mistrzostwa Europy           | Belgrad   | 3. miejsce        | 8,07  |
| 2017 | Mistrzostwa świata                  | Londyn    | el. – 30. miejsce | 7,47  |
| 2018 | Mistrzostwa Europy                  | Berlin    | 3. miejsce        | 8,13  |
| 2018 | Puchar interkontynentalny           | Ostrawa   | 7. miejsce        | 7,71  |
| 2019 | Halowe mistrzostwa Europy           | Glasgow   | 5. miejsce        | 7,89  |
| 2019 | Światowe wojskowe igrzyska sportowe | Wuhan     | el. – 13. miejsce | 7,41  |